# Thouarella (Euthouarella) grasshoffi
Thouarella (Euthouarella) grasshoffi is een zachte koraalsoort uit de familie Primnoidae. De koraalsoort komt uit het geslacht Thouarella. Thouarella (Euthouarella) grasshoffi werd in 2006 voor het eerst wetenschappelijk beschreven door Cairns. 